# Karl Eberhard Schöngarth
Karl Georg Eberhard Schöngarth (Lipsia, 22 aprile 1903 – Hameln, 16 maggio 1946) è stato un generale tedesco.

## Biografia
Dopo la fine della prima guerra mondiale aderì ai Freikorps e nel 1922 alla Lega vichinga. Nel 1925 aderì al NSDAP. Nel 1932 divenne procuratore nel Tribunale di Erfurt. Con l'arrivo al potere dei nazisti aderì alle SS ed entrò, come ufficiale, nella Gestapo facendo una rapida carriera. Fu anche inviato al fronte orientale, fino al 1944 quando fu chiamato a comandare la Polizia di sicurezza nei Paesi Bassi occupati.
Si macchiò di numerosi crimini contro l'umanità durante la seconda guerra mondiale; per questo venne processato (dal gennaio all'aprile del 1946) ed in seguito giustiziato a Hameln dagli Alleati il 16 maggio 1946.
Partecipò alla conferenza di Wannsee.